# El nominado
El nominado es una película chilena del año 2003. Este largometraje es una mezcla de thriller y sátira a los medios, dirigida por Gabriel López y Nacho Argiró, protagonizada por Cristián de la Fuente, Sebastián Layseca, Francisco Reyes y María Elena Swett entre otros.

## Sinopsis
Las corporaciones de televisión llevan años saturando las pantallas con los más variados Reality Shows imaginables, hasta que finalmente los índices de audiencia comienzan a descender. En un último y desesperado intento se crea "Bajo Tierra". En este programa, doce jóvenes son reclutados para vivir noventa días en un búnker subterráneo en medio de la Cordillera de los Andes. Sin embargo, los niveles de audiencia no mejoran, hasta que Miguel es eliminado de la competencia por sus compañeros, tras lo cual enloquece en un ataque de cólera y decide eliminar a cada uno de ellos.

## Reparto

### Principales
- Cristián de la Fuente como Rodrigo.
- Sebastián Layseca como Miguel.
- María Elena Swett como Sara.
- Tomás Vidiella como Mañungo Eyzaguirre.
- Delfina Guzmán como Clara.
- Fabián Gianola como ElBio
- Daniella Tobar como Ana.
- Ramón Llao como Andueza.
- René Laván como Kune.
- Francisco Reyes como Patricio.
- Francisca Merino como Celina.
- Ingrid Cruz como Inés.
- Paulina De La Paz como Agustina.
- Álvaro Escobar como Javier.
- Katyna Huberman  como Verónica.
- Malucha Pinto  como Lucrecia
- Julieta Cardinali  como Catalina.
- Juan Pablo Ogalde como César.
- Luis Alarcón como Presidente.
- Fernando Larraín como Andrés.
- Paola Camaggi como Susana.

### Participaciones especiales
- Gonzalo Feito como Notero.
- Felipe Viel como Él Mismo.
- Julio Videla como Él Mismo.
- Paulina Magnere como Ella Misma.
- Juan Pablo Bastidas como Espectador.
- Valentina Pollarolo como Espectadora.
- Juan Andrés Salfate como Espectador.
- Rodrigo "Pera" Cuadra como Espectador.